# سفارة الصين في أوكرانيا
سفارة الصين في أوكرانيا هي أرفع تمثيل دبلوماسي لدولة الصين لدى أوكرانيا. تقع السفارة في كييف وهي تهدف لتعزيز المصالح الصينية في أوكرانيا.

## وصلات خارجية
- الموقع الرسمي
- قائمة سفارات الصين
- قائمة السفارات في أوكرانيا